# مروان مدراتی
مروان مدراتی (انگلیسی: Marwan Madarati؛ زادهٔ ۱۸ مارس ۱۹۵۹) بازیکن فوتبال اهل سوریه است.
از باشگاه‌هایی که در آن بازی کرده‌است می‌توان به الجیش سوریه اشاره کرد. وی به همراه تیم ملی فوتبال سوریه در بازی‌های المپیک تابستانی ۱۹۸۰ شرکت کرده است.